# شبكة شحن المركبات الكهربائية

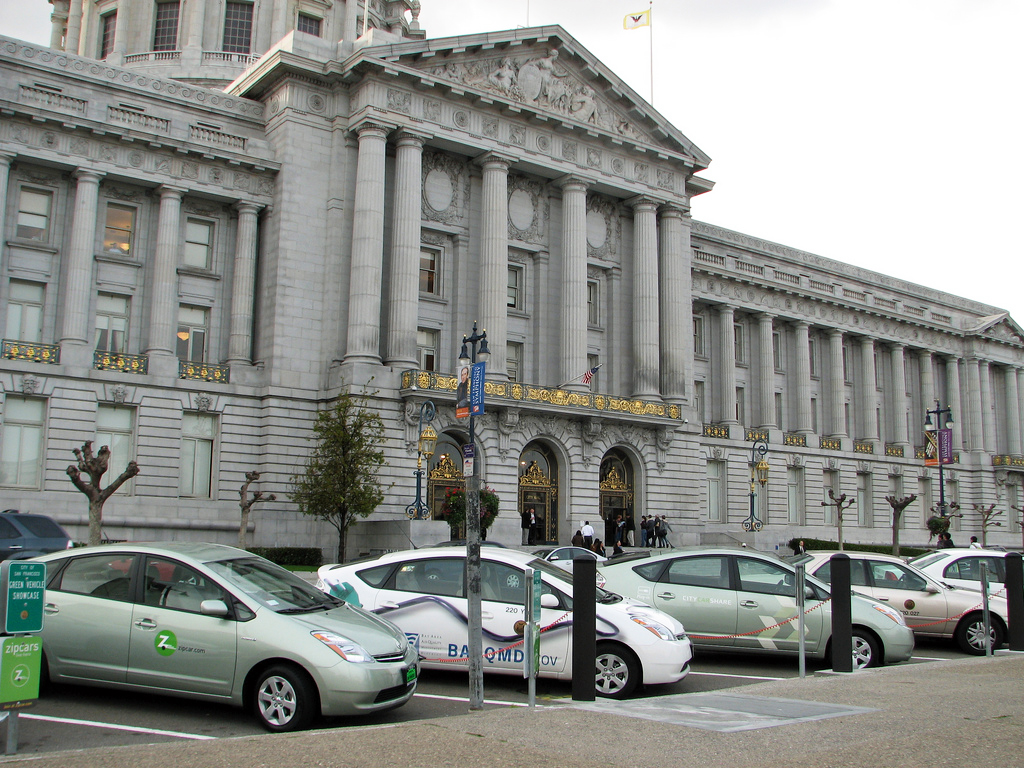
العديد من سيارات تويوتا بريوس الهجينة القابلة لإعادة الشحن في المحطات العامة أمام قاعة مدينة سان فرانسيسكو.

شبكة شحن ا المركبات الكهربائية هي نظام بنية تحتية لمحطات الشحن لإعادة شحن المركبات الكهربائية. سعى عدة حكومات ومصنعي سيارات ومقدمي البنية التحتية للشحن إلى إنشاء شبكات. اعتباراً من نوفمبر 2020 كان أكبر موقع للشحن السريع في كاليفورنيا في شبكة شاحن تسلا الفائق Tesla Supercharger، مع 56 نقطة (مكان) شحن. اليوم يشتمل موردو شبكات الشحن على حلول ملكية (على سبيل المثال تسلاTesla أو نقطة شحن Chargepoint)، أو الحلول حيادية الأجهزة (مثل AmpUp و EVConnect و Greenlots). يسمح البائعون المحايدون للأجهزة للعملاء بتبديل محطات الشحن الخاصة بهم والتبديل لبائعي شبكات مختلفين (على غرار الهاتف الذكي غير المؤمَّن)؛ في حين أن البائعين المملوكين لا يسمحون للعملاء بالتبديل.

## الخرائط
محطات التحول للكهرباء Go Electric Stations  هي نظام ملاحة عالمي للمحطات. يتضمن المشروع حاليًا تطبيقات مجانية للهواتف الذكية عبر Next Charge  ويوفر بيانات ومعلومات مجانية للمستخدمين ومقدمي الخدمات فيما يخص المحطات في جميع أنحاء العالم. تنشيط المحطة عن طريق النقر على الهاتف الذكي ويمكن اكتشاف معلومات التوفر في الوقت الفعلي جنبًا إلى جنب مع نظام خيارات الدفع المفصل وخرائط التوجيه الملاحية. يقدم موقع الويب كذلك برنامج PlugShare لمشاركة الشحن حصريًا يسمح للمستخدمين بمشاركة القابس لديهم مع مالكي المركبات الكهربائية.
مجتمع PlugSurfing هو محدد موقع محطة شحن مجتمعي. يعمل PlugSurfing على دمج معلومات محطة الشحن الثابتة والمتوفرة في الوقت الفعلي ومعلومات مصادر الحشد بواسطة تطبيقات الهواتف والأجهزة الأخرى. بذلك يستجيب PlugSurfing لاحتياجات السائق.

## مزودو البنية التحتية (مقدمي الخدمات)
- آمب أب[5] هي شركة رائدة في توفير شبكة شحن المركبات الكهربائية في الولايات المتحدة والتي تسمح لمالكي المحطات بإدارة وفرة أجهزة الشحن، والسعر، والحمل الكهربائي، والمزيد صممت حلول AmpUp لتناسب أماكن العمل والأساطيل والمرافق والمساكن متعددة الوحدات. تقدم الشركة

## المبادرات حسب المنطقة

### أوروبا
تأسست الرابطة الأوروبية للمركبات الكهربائية التي تعمل بالبطاريات والهجينة وخلايا الوقود في عام 1978 وهي عضو في الرابطة العالمية للمركبات الكهربائية. AVERE هي أيضًا المنظمة الأم لـ CITELEC / رابطة المدن الأوروبية المهتمة بالمركبات الكهربائية و Eurelectric. مولت المفوضية الأوروبية "مبادرة السيارات الخضراء" منذ نوفمبر 2008. في آذار (مارس) 2011، أسست المفوضية الأوروبية جنبًا إلى جنب مع اثنين وأربعين شريكًا من الصناعات والمرافق ومصنعي السيارات الكهربائية والبلديات والجامعات والمؤسسات التكنولوجية والبحثية مبادرة "Green eMotion" التي تم تمويلها بمبلغ 41.8 مليون يورو في إطار برنامج إطار البحث والتطوير السابع. الهدف المحدد هو توفير إطار عمل للتنقل الكهربائي قابل للتشغيل البيني لمواءمة مبادرات التنقل الكهربائي الإقليمية والوطنية الجارية. في الوقت نفسه، كشف الشركاء النقاب عن خطة "النقل 2050" التي تتضمن هدفًا إلى نصف عدد السيارات التي تعمل بالوقود التقليدي في المدن بحلول عام 2030 والتخلص التدريجي منها بحلول عام 2050.

#### الجمهورية التشيكية
| حالة     | منطقة | مزود      | عدد | موصل                      | شحن سريع                  | بدأت | محدث | تعليق |
| -------- | ----- | --------- | --- | ------------------------- | ------------------------- | ---- | ---- | ----- |
| 1 وظيفية | براغ  | مجموعة EZ | 25  | 230 فولت / 16 أمبير نوع ه | 400 فولت / 32 أمبير نوع 2 | 2011 | 2013 |       |
| 1 وظيفية | (آخر) | مجموعة EZ | 9   | 230 فولت / 16 أمبير نوع ه | 400 فولت / 32 أمبير نوع 2 | 2011 | 2013 |       |

#### الدنمارك / النرويج
| حالة       | منطقة              | مزود      | عدد  | موصل        | شحن سريع                      | بدأت | محدث | تعليق                                                                                       |
| ---------- | ------------------ | --------- | ---- | ----------- | ----------------------------- | ---- | ---- | ------------------------------------------------------------------------------------------- |
| 1 وظيفية   | الدنمارك           | ماهر      | 500+ | اكتب 2 مقبس | قابس CHAdeMO و CCS و AC type2 | 2012 | 2015 | أكبر شبكة شحن سريع في الدنمارك ، وغالبًا ما تقع بالقرب من مناطق التسوق.                      |
| 1 وظيفية   | الدنمارك           | إي أون    | 700  | مقبس Type2  | CHAdeMO و CCS و AC            | 2013 | 2015 | 14 (7 مواقع في كلا الاتجاهين) RapidChargers عند محطات الطريق السريع ، والباقي 11 كيلوواط AC |
| 2 غير متصل | كوبنهاغن           | مكان افضل | 700  | ؟           |                               | 2012 | 2013 | بالإضافة إلى 8 محطات شحن سريع و 18 محطة تبديل                                               |
| 3 مخطط     | أوسلو ، كوبينهانغن | التنقل    | 50+  |             |                               | 2013 |      | يفكر                                                                                        |

#### إستونيا
أصبحت إستونيا أول دولة تكمل نشر شبكة شحن السيارات الكهربائية على مستوى البلاد ، اعتبارًا من ديسمبر 2013 ، هي الدولة الوحيدة التي لديها مثل هذه التغطية الجغرافية. تمتلك الشبكة الإستونية أعلى تركيز لشواحن التيار المستمر في أوروبا.
| حالة     | منطقة             | مزود | عدد | موصل                   | شحن سريع | بدأت | محدث       | تعليق                 |
| -------- | ----------------- | ---- | --- | ---------------------- | -------- | ---- | ---------- | --------------------- |
| 1 وظيفية | على الصعيد الوطني | G4S  | 700 | CHAdeMO منفذ وTYPE2 AC | 200      | 2012 | 2013-02-22 | تعاون ميتسوبيشي ، ABB |

#### فرنسا
| حالة          | منطقة         | مزود             | عدد    | موصل                        | شحن سريع  | بدأت | محدث | تعليق                    |
| ------------- | ------------- | ---------------- | ------ | --------------------------- | --------- | ---- | ---- | ------------------------ |
| 1 وظيفية      | باريس         | باريس            | 101    | أنابيب (230 الخامس ، 16 أ)  | (ماريشال) | 2010 |      | شحن مجاني                |
| 1 وظيفية      | ستراسبورغ     |                  | 135    | اكتب 3a (230 الخامس ، 16 أ) | -         | 2010 |      | اختبار تويوتا بريوس قائد |
| 2 قيد الإنشاء | إيل دو فرانس  |                  | 300    | النوع 3                     | النوع 3   | 2011 |      | اختبار رينو ونيسان قائد  |
| 2 قيد الإنشاء | غرب فرنسا     | فينشي AUTOROUTES | 738    | ؟                           | ؟         | 2012 |      | حظيرة. رينو              |
| 2 قيد الإنشاء | باريس- إيفلين |                  | 200    | النوع 3                     | شاديمو    | 2011 |      |                          |
| 3 مخطط        | موناكو        |                  | 300    |                             | 3x        | 2011 |      |                          |
| 4 المقترحة    | فرنسا         | EDF              | 400000 | ؟                           |           | 2015 | 2010 |                          |

#### إيطاليا
| حالة          | منطقة                         | مزود  | عدد     | موصل    | شحن سريع        | بدأت | محدث   | تعليق                                                               |
| ------------- | ----------------------------- | ----- | ------- | ------- | --------------- | ---- | ------ | ------------------------------------------------------------------- |
| 1 وظيفية      | بيزا                          | اينيل | 35      |         | النوع 2 الوضع 3 | 2010 | 2011   | إينيل درايف ، حظيرة. دايملر أو رينو - نيسان                         |
| 1 وظيفية      | روما                          | اينيل | 59      |         | النوع 2 الوضع 3 | 2010 | 2011   | إينيل درايف ، حظيرة. دايملر أو رينو - نيسان                         |
| 1 وظيفية      | ميلان ، بولونيا               | اينيل | 4       |         | النوع 2 الوضع 3 | 2010 | 2011   | إينيل درايف ، حظيرة. دايملر أو رينو - نيسان                         |
| 1 وظيفية      | بولزانو                       |       | 4       | المنزلي | -               | 2009 | 2010   | E-Move محطات شمسية                                                  |
| 1 وظيفية      | روما ، ميلان ، بيزا ، بولونيا | اينيل | 40 (62) |         | النوع 2 الوضع 3 |      | 2012   | E-Mobility Italy، تعاون. دايملر                                     |
| 2 قيد الإنشاء | روما ، ميلان ، بيزا ، بولونيا | اينيل | 400 *   |         | النوع 2 الوضع 3 | 2008 |        | E-Mobility Italy، تعاون. دايملر                                     |
| 3 مخطط        | بارما                         |       | 300     | ؟       | ؟               | 2011 | (2012) | مدينة الانبعاثات الصفرية / فيات                                     |
| 4 المقترحة    | لومباردي                      | اينيل | 150     | ؟       | ؟               | 2010 |        | حظيرة. EDF و Endesa و Renault – Nissan (بالإضافة إلى 120 محطة خاصة) |

#### ألمانيا

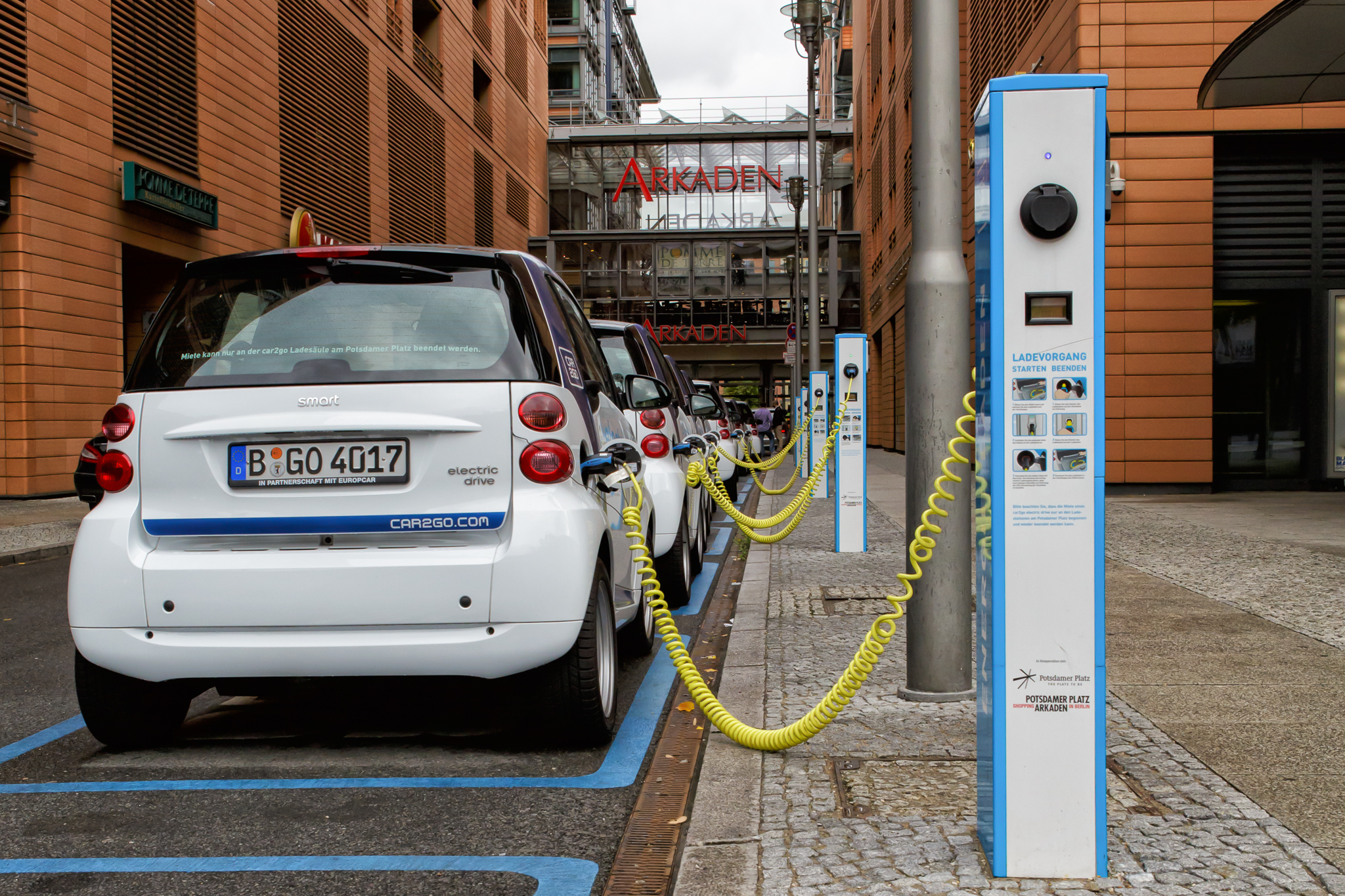
عدة سيارات كهربائية ذكية تشحن في ساحة بوتسدامر في برلين.

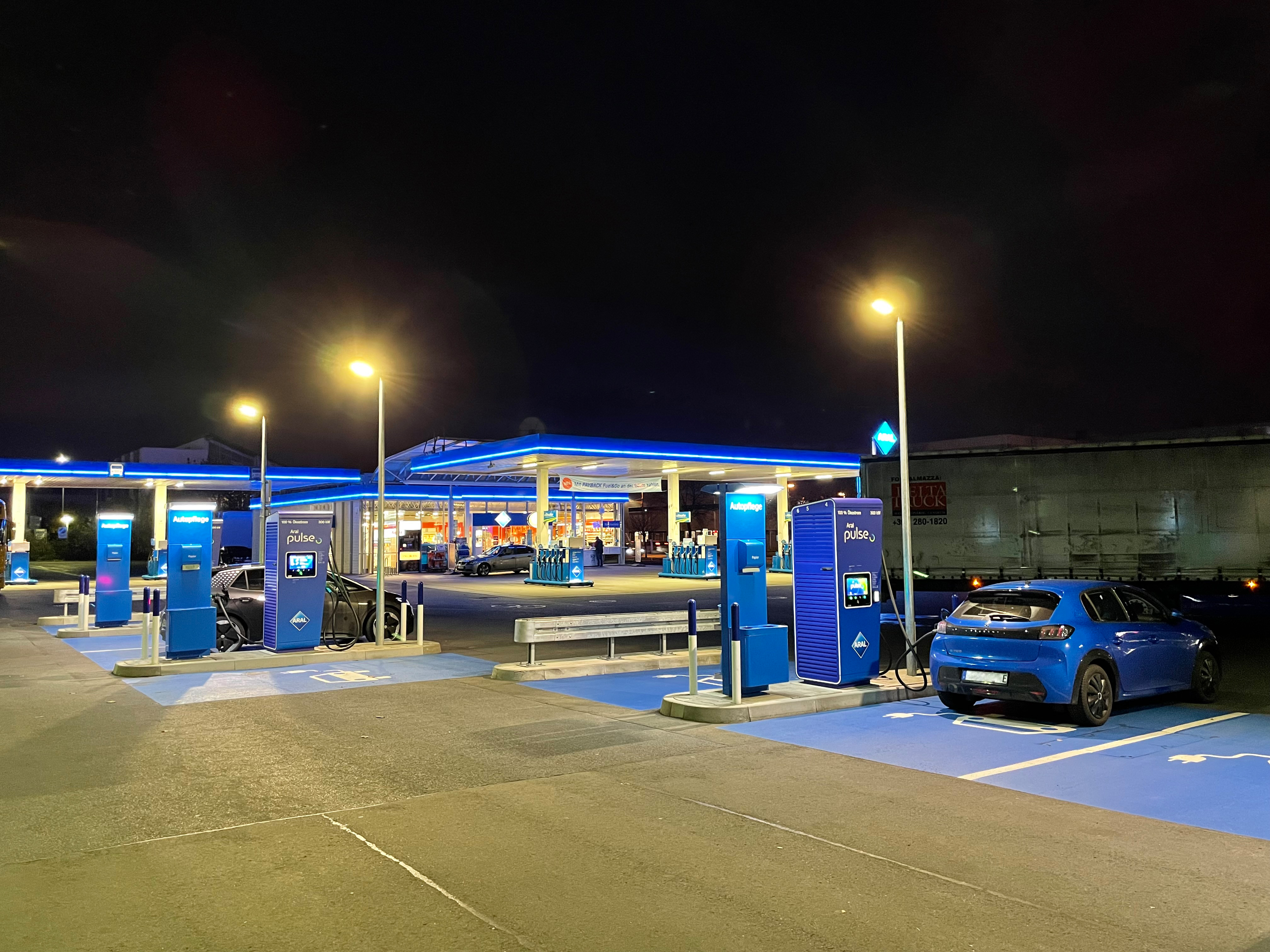
محطات شحن Aral Pulse أمام محطة وقود BP تحمل علامة Aral

يوجد في ألمانيا أربعة مشغلين رئيسيين لأنظمة النقل ( 50 هرتز ، أمبريون ، تينيت ، ترانسنيت بي دبليو). يحاولون وضع أنفسهم في موقع لبيع الطاقة الكهربائية لأصحاب المركبات الكهربائية من خلال أن يصبحوا أيضًا مشغلي شبكات المركبات الكهربائية القادمة.[بحاجة لمصدر] لهذا الغرض ، عرضوا شراكات مع شركات صناعة السيارات الألمانية ، حيث قدموا محطات شحن للاختبارات الميدانية.

#### سويسرا
| حالة     | منطقة  | مزود           | عدد | موصل                           | شحن سريع | بدأت | محدث | تعليق |
| -------- | ------ | -------------- | --- | ------------------------------ | -------- | ---- | ---- | ----- |
| 1 وظيفية | سويسرا | بارك آند تشارج | 230 | CEE الأزرق (230 الخامس ، 16 أ) |          | 1992 | 2011 |       |
| 1 وظيفية | سويسرا | Plug'n لفة     | 60  | النوع 2                        |          | 2016 | 2017 |       |

#### أيسلندا
| حالة     | منطقة   | مزود             | عدد | موصل    | شحن سريع | بدأت | محدث | تعليق |
| -------- | ------- | ---------------- | --- | ------- | -------- | ---- | ---- | ----- |
| 1 وظيفية | أيسلندا | Orka náttúrunnar | 29  | اكتب 1  |          | 2017 | 2020 |       |
| 1 وظيفية | أيسلندا | Orka náttúrunnar | 99  | النوع 2 |          | 2017 | 2020 |       |
| 1 وظيفية | أيسلندا | Orka náttúrunnar | 42  | CCS     |          | 2017 | 2020 |       |
| 1 وظيفية | أيسلندا | Orka náttúrunnar | 42  | شاديمو  |          | 2017 | 2020 |       |
| 1 وظيفية | أيسلندا | أسوركا           | 408 | متنوع   |          | 2017 | 2020 |       |
| 1 وظيفية | أيسلندا | مختلف            | 23  | متنوع   |          | 2017 | 2020 |       |

يوجد في آيسلندا مشغلان رئيسيان لمحطات الشحن الكهربائية العامة ، Ísorka و Orka náttúrunnar . عند الإطلاق ، لم يتم شحن كلتا المحطتين مقابل الكهرباء في محطتيهما ، ولكن بدأت Orka náttúrunnar في الشحن في 1 فبراير 2018  وبدأت Ísorka الشحن في 18 أغسطس 2017. مطلوب بطاقة دفع من هؤلاء البائعين لاستخدام محطاتهم. اعتبارًا من 2018 هناك 31 محطة من Orka náttúrunnar ،  اعتبارًا من 2020 هناك 408 محطات من أسوركا  اعتبارًا من 2019 هناك 23 مدينة وفندقًا بها محطات شحن عامة مستقلة.

#### أيرلندا
| حالة          | منطقة   | مزود      | عدد  | موصل | شحن سريع                  | بدأت | محدث | تعليق                                                      |  |
| ------------- | ------- | --------- | ---- | --- | ------------------------- | ---- | ---- | ---------------------------------------------------------- |  |
| 1 وظيفية      | أيرلندا | ESB ecars | 1000 | نوع<span typeof="mw:Entity" id="mwBZY">&nbsp;</span>2 الوضع<span typeof="mw:Entity" id="mwBZg">&nbsp;</span>3 | 22 كيلوواط 3 فاز 230 فولت | 2010 | 2014 |                                                            |  |
| 1 وظيفية      | أيرلندا | ESB ecars | 46   | | 50 كيلوواط شاديمو دس      | 2010 | 2014 |                                                            |  |
| 1 وظيفية      | أيرلندا | ESB ecars | 6    | | 50 كيلوواط CCS DC         | 2010 | 2014 | يتم ترقية وحدات CHAdeMO DC الحالية إلى معيار ثلاثي DC / AC |  |
| 2 قيد الإنشاء | أيرلندا | ESB ecars | 500  | نوع<span typeof="mw:Entity" id="mwBcw">&nbsp;</span>2 الوضع<span typeof="mw:Entity" id="mwBc4">&nbsp;</span>3 | 22 كيلوواط 3 فاز 230 فولت | 2010 | 2014 |                                                            |  |
| 2 قيد الإنشاء | أيرلندا | ESB ecars | 40   | | 50 كيلوواط CCS DC         | 2010 | 2014 | يتم ترقية وحدات CHAdeMO DC الحالية إلى معيار ثلاثي DC / AC |  |

#### هولندا

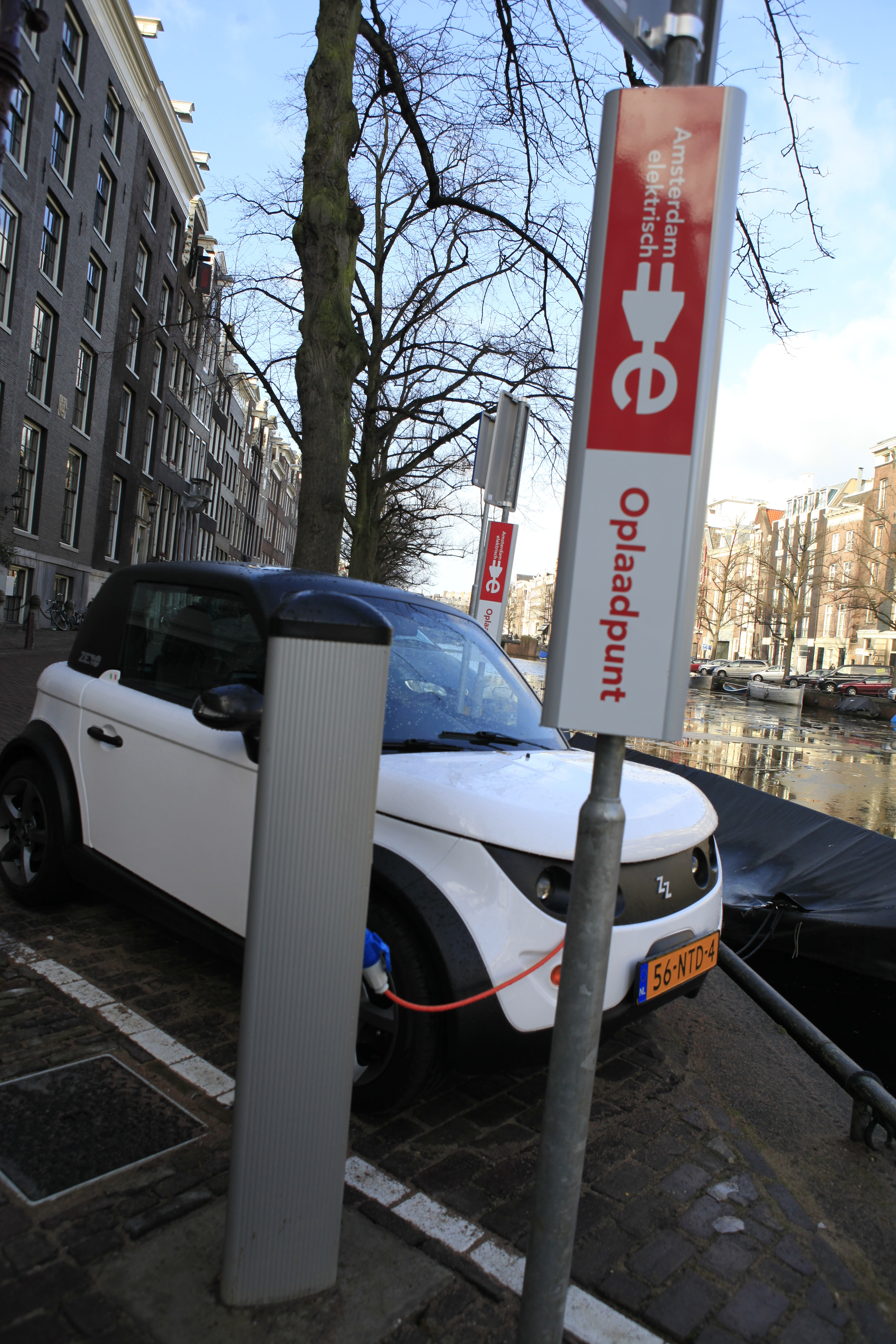
محطة شحن على طول قناة بأمستردام

في عام 2009، أعلنت مدينة أمستردام أنها ستنشئ 200 محطة شحن بحلول عام 2012. في الخطوة الأولى، ستقيم المدينة 100 محطة من Coulomb Technologies بالتعاون مع المرافق الهولندية Nuon وشركة Alliander للشبكات. يتضمن مشروع "أمستردام إليكتريش"  100 محطة شحن على جانب الشارع بالإضافة إلى 100 محطة شحن في مواقف السيارات  تم وضع أول محطة في 6. نوفمبر 2009، أصبحت محطة الشحن رقم 100 على جانب الشارع جاهزة للعمل في 4. مارس 2011، مع أكثر من 100 محطة شحن في مواقف السيارات. في أبريل 2011، أعلنت مدينة أمستردام عن توسيع شبكة الشحن على جانب الشارع مع 1000 محطة شحن أخرى، ليتم تثبيتها من قبل Essent ومشروع مشترك بين Nuon و Heijmans .
| السنة   | نقاط الشحن العامة العادية | العادية شبه العامة | الشحن السريع |
| ------- | ------------------------- | ------------------ | ------------ |
| 2013    | 3512                      | 2249               | 106          |
| 2014    | 5421                      | 6439               | 254          |
| 2015    | 7395                      | 10391              | 465          |
| 2016    | 11768                     | 14320              | 612          |
| 2017    | 15288                     | 17587              | 755          |
| 2018    | 20228                     | 15633              | 1116         |
| 2019    | 27773                     | 21747              | 1252         |
| 2020-05 | 32331                     | 24527              | 1308         |
| 2020-06 | 33280                     | 24954              | 1333         |
| 2020-07 | 34529                     | 25406              | 1462         |

#### بولندا
| حالة          | منطقة                                             | مزود       | عدد | موصل                           | شحن سريع                            | بدأت | محدث | تعليق                |
| ------------- | ------------------------------------------------- | ---------- | --- | ------------------------------ | ----------------------------------- | ---- | ---- | -------------------- |
| 1 وظيفية      | وارسو                                             | RWE        | 11  | أنابيب (230 الخامس ، 16 أ)     | النوع 2 الوضع 3 (400 الخامس ، 32 أ) | 2010 |      | التنقل الإلكتروني    |
| 2 قيد الإنشاء | وارسو                                             | جرين ستريم | 130 | CEE الأزرق (230 الخامس ، 16 أ) |                                     | 2011 |      | RWE                  |
| 2 قيد الإنشاء | زيلونا جورا                                       | إيزي بوينت | 130 |                                |                                     |      |      | Ekoenergetyka-Zachod |
| 3 مخطط        | وارسو ، غدانسك ، كاتوفيتشي ، </br> كراكوف ، ميليك | جرين كارز  | 330 |                                |                                     | 2020 |      | RWE                  |

#### البرتغال
| حالة          | منطقة    | مزود    | عدد  | موصل | شحن سريع | بدأت | محدث | تعليق               |
| ------------- | -------- | ------- | ---- | ---- | -------- | ---- | ---- | ------------------- |
| 1 وظيفية      | البرتغال | موبي. ه | 100  |      |          | 2010 |      |                     |
| 2 قيد الإنشاء | البرتغال | موبي. ه | 1300 |      | 50 ضعفًا  | 2011 |      | حظيرة. رينو - نيسان |

#### سلوفينيا
| حالة     | منطقة     | مزود          | عدد | موصل                         | شحن سريع   | بدأت | محدث | تعليق           |
| -------- | --------- | ------------- | --- | ---------------------------- | ---------- | ---- | ---- | --------------- |
| 1 وظيفية | ليوبليانا | مرافق البلدية | 22  | Schuko (16 أمبير ، 230 فولت) | نوع 2/32 أ | 2012 |      | elektro crpalke |

يتم توفير لمحة عامة عن محطات الشحن المتاحة بواسطة polni.si ،  أكبر مزودي الخدمة هم Dravske Elektrarne Maribor و Elektro Celje و Elektro Gorenjska و Elektro Ljubljana و Elektro Maribor و Elektro Primorska و Petrol. توفر الأعمال البلدية Elektro Ljubljana  عددًا من محطات الشحن العامة في شبكة elektro-crpalke  استنادًا إلى نوع 400 V / 32 A أو نوع المقبس المحلي (Schuko).

#### إسبانيا

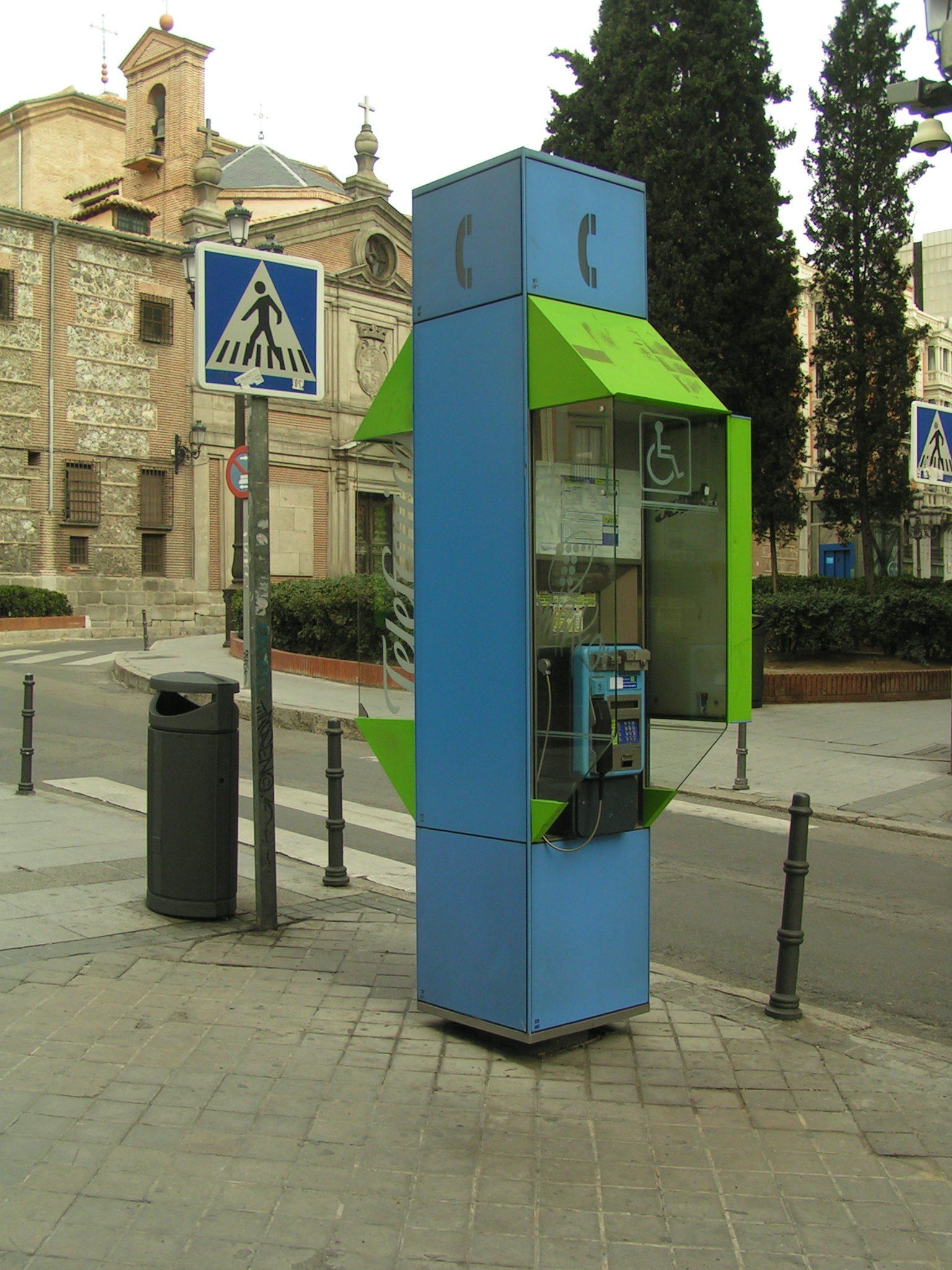
تقدم أكشاك الهاتف Telefónica إعادة شحن المركبات الكهربائية

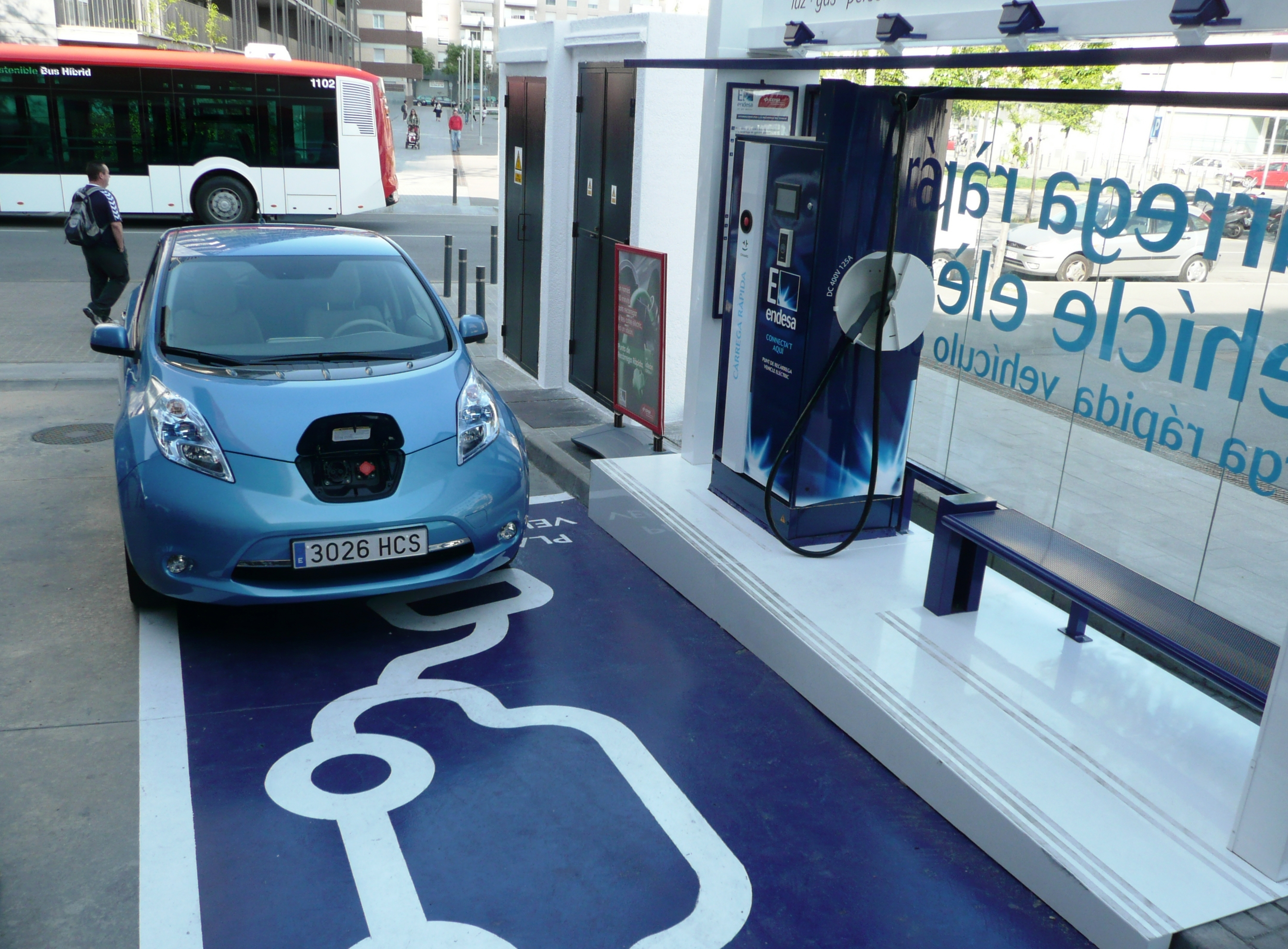
محطة شحن إنديسا في برشلونة 2011

| حالة          | منطقة                     | مزود     | عدد    | موصل                                            | شحن سريع   | بدأت | محدث | تعليق                    |
| ------------- | ------------------------- | -------- | ------ | ----------------------------------------------- | ---------- | ---- | ---- | ------------------------ |
| 1 وظيفية      | برشلونة                   | إنديسا   | 55     | Schuko (16 أمبير ، 230 فولت)                    |            | 2010 |      | بث مباشر برشلونة         |
| 1 وظيفية      | غاليسيا                   |          | 14 + 7 | الوضع 3 IEC 62196 النوع 2 (16 أمبير ، 230 فولت) | تشاديمو    | 2011 |      | BlueMobility لخطة Mobega |
| 2 قيد الإنشاء | برشلونة                   | إنديسا   | 191    | Schuko (16 أمبير ، 230 فولت)                    |            | 2012 |      | موفيل                    |
| 2 قيد الإنشاء |                           | إنديسا   |        |                                                 | 53x تشادمو | 2012 |      |                          |
| 2 قيد الإنشاء | مدريد                     | تلفونيكا | 30     |                                                 |            | 2011 |      | موفيل                    |
| 3 مخطط        | إشبيلية ، مدريد ، برشلونة | إنديسا   | 546    | Schuko (16 أمبير ، 230 فولت)                    |            | 2014 |      | موفيل                    |

| شبكة موفيل        | اشبيلية | مدريد     | برشلونة | المجموع   |
| نقاط الشحن        | 75      | 280       | 191     | 546       |
| تكاليف المحطة (€) | 488498  | 1،366،000 | 704666  | 2،559،164 |
| تمويل IDAE        | 144000  | 586000    | 287000  | 1،017،000 |

#### المملكة المتحدة
| حالة          | منطقة                                                                                           | مزود                | عدد  | موصل                      | شحن سريع | بدأت | محدث | تعليق                                                                    |
| ------------- | ----------------------------------------------------------------------------------------------- | ------------------- | ---- | ------------------------- | --- | ---- | ---- | ------------------------------------------------------------------------ |
| 1 وظيفية      | شمال شرق إنجلترا                                                                                | إلكتروموتيف         | 400  | BS 1363 (230 الخامس 13 أ) | | 2010 | 2012 | شمال شرق واحد                                                            |
| 1 وظيفية      | إنجلترا أخرى                                                                                    | إلكتروموتيف         | 287  | BS 1363 (230 الخامس 13 أ) | | 2007 | 2011 |                                                                          |
| 1 وظيفية      | اسكتلندا                                                                                        | إلكتروموتيف         | 120  | BS 1363 (230 الخامس 13 أ) | | 2010 | 2012 |                                                                          |
| 1 وظيفية      | إنكلترا                                                                                         | عالم خالٍ من الكربون | 166  | BS 1363 (230 الخامس 13 أ) | CEE الأزرق (230 الخامس 32 أ) والنوع<span typeof="mw:Entity" id="mwCBM">&nbsp;</span>2 الوضع<span typeof="mw:Entity" id="mwCBQ">&nbsp;</span>3 (230 الخامس ، 32 أ) | 2010 | 2012 | قوة عالية ومجانية للاستخدام                                              |
| 1 وظيفية      | لندن                                                                                            | سيمنز               | 1300 | BS 1363 (230 الخامس 13 أ) | (230 الخامس ، 32 أ) | 2011 | 2013 | المصدر لندن                                                              |
| 1 وظيفية      | المملكة المتحدة                                                                                 | Ecotricity          | 397  |                           | نوع<span typeof="mw:Entity" id="mwCDY">&nbsp;</span>2 الوضع<span typeof="mw:Entity" id="mwCDc">&nbsp;</span>3 (480 الخامس ، 63 3 مراحل) و CHAdeMO (50 كيلوواط ، تيار مستمر) CCS (50 كيلوواط ، DC) | 2011 | 2015 | الشحن السريع الموجود في منطقة خدمة الطريق السريع للسماح بالسفر بين المدن |
| 2 قيد الإنشاء |                                                                                                 | إلكتروموتيف         | 4000 | BS 1363 (230 الخامس 13 أ) | | 2012 |      |                                                                          |
| 2 قيد الإنشاء | اسكتلندا                                                                                        | (برنامج تمويل)      | 44   |                           | نوع<span typeof="mw:Entity" id="mwCFs">&nbsp;</span>2 الوضع<span typeof="mw:Entity" id="mwCFw">&nbsp;</span>3 (230 الخامس ، 32 أ) ، النوع<span typeof="mw:Entity" id="mwCGA">&nbsp;</span>2 الوضع<span typeof="mw:Entity" id="mwCGE">&nbsp;</span>3 (400 الخامس ، 32 A) و CHAdeMO (70 كيلوواط أو 50 كيلوواط ، DC) | 2012 | 2013 | منحة "Plugged-In Places" مع الموعد النهائي 31 مارس 2013                  |
| 3 مخطط        | لندن ، شمال شرق                                                                                 |                     | 2500 |                           | | 2012 |      | بالإضافة إلى 11000 محطة خاصة                                             |
| 3 مخطط        | لندن                                                                                            |                     | 2500 |                           | | 2015 |      | بالإضافة إلى 22000 محطة خاصة                                             |
| 3 مخطط        | وسط اسكتلندا ، شرق إنجلترا ، مانشستر الكبرى ، ميلتون كينز ، شمال شرق إنجلترا ، أيرلندا الشمالية | (برنامج تمويل)      | 8500 |                           | | 2015 |      | "الأماكن الموصولة بالكهرباء" تحسب في المنزل والعمل ومحطات الشحن العامة   |
| 3 مخطط        |                                                                                                 | عالم خالٍ من الكربون | 1000 | BS 1363 (230 الخامس 13 أ) | نوع<span typeof="mw:Entity" id="mwCJo">&nbsp;</span>2 الوضع<span typeof="mw:Entity" id="mwCJs">&nbsp;</span>3 (230 الخامس ، 32 أ) | 2012 |      | برنامج التبرع                                                            |

### أمريكا الشمالية

#### كندا
| حالة     | منطقة               | مزود                  | عدد   | موصل      | شحن سريع                 | بدأت | محدث | تعليق |
| -------- | ------------------- | --------------------- | ----- | --------- | ------------------------ | ---- | ---- | --- |
| 1 وظيفية | وطني                | طريق صن كانتري السريع | 1000  | يختلف     | لا                       | 2012 |      | يشمل الطول الكامل للطريق الرئيسي عبر كندا السريع.                                                            |
| 1 وظيفية | وطني                | FLO                   | 2،127 | SAE J1772 | 50 كيلوواط CCS ، CHAdeMO | 2011 | 2020 | يمكن للأعضاء الوصول إلى أجهزة الشحن الخاصة بشبكات The Electric Circuit و eCharge و BC Hydro EV و ChargePoint |
| 1 وظيفية | كيبيك               | الدائرة الكهربائية    | 2،389 | SAE J1772 | 50 كيلوواط CCS ، CHAdeMO | 2012 | 2020 | يمكن للأعضاء الوصول إلى أجهزة شحن شبكات FLO و eCharge                                                        |
| 1 وظيفية | كولومبيا البريطانية | BC Hydro EV           | 60    | شاديمو    | نعم                      | 2011 | 2016 | ستكون المحطات الجديدة ذات معيار مزدوج CHAdeMO / CCS ؛ سيتم ترقية الموجود منها                                |
| 1 وظيفية | فانكوفر             | مدينة فانكوفر         | 78    | SAE J1772 | 1 محطة                   | 2011 | 2016 | تم تركيب شاحن CHAdeMO واحد في Empire Fields                                                                  |
| 1 وظيفية | برونزيك جديد        | شحن إلكتروني          | 79    | SAE J1772 | 50 كيلوواط CCS ، CHAdeMO | 2017 | 2020 | يمكن للأعضاء الوصول إلى أجهزة الشحن الخاصة بشبكات FLO و The Electric Circuit                                 |

### جنوب امريكا

#### البرازيل
اعتبارًا من يونيو 2016، كان لدى البرازيل حوالي 90-100 محطة شحن.

#### أوروغواي
في يناير 2016 ، افتتحت UTE أول محطة شحن في مونتيفيديو ، حصريًا لسيارات الأجرة.
في ديسمبر 2017 ، افتتحت UTE و Ancap شبكة محطة شحن تربط Colonia del Sacramento و Rosario و Puntas de Valdez و Montevideo و San Luis و Punta del Este ، مع محطات كل 65 كم. يوجد في المحطات في مطار كاراسكو وكولونيا 43 محطة كيلوواط ، في حين أن المحطات الأخرى لديها 22 كيلوواط.

### آسيا

#### الصين
| حالة          | منطقة      | مزود                 | عدد     | موصل         | شحن سريع  | بدأت | محدث | تعليق                                  |
| ------------- | ---------- | -------------------- | ------- | ------------ | --------- | ---- | ---- | -------------------------------------- |
| 1 وظيفية      | ضواحي بكين | شبكة شمال الصين      | 100     | (240 الخامس) |           | 2010 |      | بالإضافة إلى 3 محطات                   |
| 2 قيد الإنشاء | 27 مدينة   | شركة الشبكة الحكومية |         |              | 75 محطة   | 2010 |      | عشرات المنافذ في كل محطة               |
| 2 قيد الإنشاء | تشجيانغ    | شركة الشبكة الحكومية | 7200    |              | 173 محطة  | 2011 |      | عشرات المنافذ في كل محطة               |
| 3 مخطط        |            | شركة الشبكة الحكومية | 6،209   |              |           | 2010 |      | بالإضافة إلى بعض محطات تبديل البطاريات |
| 4 المقترحة    |            | شركة الشبكة الحكومية | 220.000 |              | 2351 محطة | 2015 |      |                                        |

#### اليابان
تم تخطيط البنية التحتية من قبل Better Place و Nissan في يوكوهاما .

#### سنغافورة
تم تخطيط البنية التحتية بواسطة روبرت بوش  وشركة Keppel Energy لسنغافورة 

### الشرق الأوسط

#### إسرائيل
| حالة          | منطقة   | مزود      | عدد | موصل             | شحن سريع         | بدأت | محدث | تعليق                     |
| ------------- | ------- | --------- | --- | ---------------- | ---------------- | ---- | ---- | ------------------------- |
| 1 وظيفية      | تل أبيب | مكان افضل | 1   |                  |                  | 2010 |      | مركز BetterPlace التجريبي |
| 1 وظيفية      | إسرائيل | جنرجي     | 4   |                  |                  | 2011 |      |                           |
| 2 قيد الإنشاء | إسرائيل | مكان افضل | 200 |                  |                  | 2011 |      | وراء الزمن                |
| 2 قيد الإنشاء | إسرائيل | جنرجي     | 25  |                  |                  | 2011 |      |                           |
| 3 مخطط        | إسرائيل | مكان افضل | 400 | و 40 محطة مقايضة | و 40 محطة مقايضة | 2011 |      | حظيرة. رينو               |
| 3 مخطط        | إسرائيل | جنرجي     | 500 |                  |                  | 2012 |      |                           |
| 4 المقترحة    | إسرائيل | مكان افضل | 220 |                  |                  | 2011 |      | حظيرة. قطار اسرائيل       |

بدأت شركة Better Place ببناء أول شبكة سيارات كهربائية لها في إسرائيل بالتعاون مع شركة رينو الفرنسية لصناعة السيارات. أجرت الشركة أولى اختباراتها في السوق في إسرائيل والدنمارك وهاواي  لأن صغر حجمها جعلها أيضًا مناسبة لأسواق الاختبار. افتتحت شركة Better Place أول محطة شحن عاملة لها في إسرائيل في الأسبوع الأول من كانون الأول (ديسمبر) 2008 في Cinema City في Pi-Glilot ، وتم التخطيط لمحطات إضافية في تل أبيب وحيفا وكفار سابا وحولون والقدس .

### أوقيانوسيا

#### أستراليا
| حالة       | منطقة                                    | مزود             | عدد  | موصل                        | شحن سريع | بدأت | محدث | تعليق                          |
| ---------- | ---------------------------------------- | ---------------- | ---- | --------------------------- | --- | ---- | ---- | ------------------------------ |
| 1 وظيفية   | ملبورن ، كانبيرا ، سيدني                 | تشارج بوينت      | 20   | AS 3112 (230 الخامس ، 15 أ) | SAE J1772 (230 الخامس 32 أ) | 2010 | 2012 | 1 محطة تجريبية إضافية غير عامة |
| 1 وظيفية   | بريسبان ، تاونسفيل ، أديلايد ، بيرث      | تشارج بوينت      | 16   |                             | SAE J1772 | 2011 | 2012 |                                |
| 1 وظيفية   | بيرث                                     | (مؤسسة المشروع)  | 23   |                             | نوع<span typeof="mw:Entity" id="mwDLY">&nbsp;</span>2 الوضع<span typeof="mw:Entity" id="mwDLc">&nbsp;</span>3 (415 الخامس 32 أ) (240 الخامس 32 أ) | 2010 | 2012 | مشروع REV (جامعة غرب أستراليا) |
| 1 وظيفية   | ملبورن                                   | البيئة + الضرورة | 1    | AS 3112 (230 الخامس ، 15 أ) | SAE J1772 | 2010 |      | 140 شارع ويليام موقف سيارات    |
| 3 مخطط     | ممر طريق ملبورن - سيدني - بريزبين السريع | تسلا موتورز      | ~ 16 |                             | | 2014 | 2016 | [ 52 ]                         |
| 4 المقترحة | ملبورن ، سيدني ، كانبيرا ، نيوكاسل       | مكان افضل        | 20   | SAE J1772                   | | 2012 | 2013 |                                |

## اقرأ أيضا
- مكان افضل
- تقنيات كولوم
- محطة شحن
- سيماكونيكت